# Okoth Ogendo
Hastings Wilfred Opinya Okoth-Ogendo, mieux connu sous la simple dénomination d’Prof. H.W.O Okoth-Ogendo, né le 1er juillet 1944 dans le village de Gem-Rae (district de Nyando, Kenya) et mort le 24 avril 2009 à Addis-Abeba (Éthiopie), est un avocat et un juriste kényan d'origine luo. Il a joué un rôle important dans l'élaboration de la nouvelle Constitution de son pays promulguée le 27 août 2010.

## Biographie
Il naît le 1er juillet 1944 dans le village de Gem-Rae  près de Nyakach (district de Nyando) au sud de Kisumu. Il épouse Ruth Tako avec qui il a cinq enfants. Le 24 avril 2009, il décède au service des soins intensifs d'un hôpital d'Addis-Abeba, en Éthiopie, à la suite d'un problème pulmonaire alors qu'il assistait à une conférence sur le droit international organisée par la Commission économique des Nations unies pour l'Afrique.

### Études
Après sa scolarité fondamentale et des études secondaires effectuées à l'Alliance Hight School de Maseno, il entreprend des études universitaires réussies en 1970 à l'University of East Africa (campus de Dar es Salaam) avant d'obtenir, en 1972, une licence en droit à l'université d'Oxford puis de partir étudier (de 1973 à 1978) à l'université Yale où il obtient son doctorat en droit.

### Carrière
En 1970, il obtient un poste de chercheur et de conférencier auxiliaire en droit public à l'université de Nairobi alors qu'il voulait poursuivre ses études à l'université d'Oxford. En 1978, de retour de l'université Yale, sa fonction de conférencier auxiliaire devient permanente jusqu'en 1984 lorsqu'il devient professeur agréé en droit.
De 1986 à 2000, il est sollicité, en tant que conférencier ou professeur associé par des universités prestigieuses comme l'université de Boston ou l'université de New York.
En 1988, il acquiert la chaire de professeur en droit public à l'université de Nairobi.
À partir de cette date, Okoth-Ogendo sera souvent consulté par nombre d'organisations internationales telles que la Banque mondiale, l'Union africaine, le Département britannique pour le développement international (DFID) ou d'États : le Kenya, l'Ouganda, la Tanzanie, l'Afrique du Sud et même le Guyana, pour son savoir, son discernement et son équité.

### La nouvelle Constitution kényane
Sa dernière mission d'importance est la rédaction, en 2007, du projet de nouvelle Constitution qui aurait dû entrer en vigueur au plus tard à la fin du 1er semestre 2008. Les émeutes consécutives aux élections de décembre 2007 ont mené à des pourparlers, sous la médiation de l'ancien Secrétaire général des Nations unies Kofi Annan, sur le partage du pouvoir. Ces pourparlers conclurent, entre autres, à la tenue de la « conférence de Bomas III » à Nairobi. L'un des sujets abordés sera l'amendement du projet rédigé par Okoth-Ogendo. La conférence dure trois mois avant que les représentants du Président Mwai Kibaki ne quittent la table des négociations,.
En définitive, c'est le Committee of Experts on Constitutional Review (CoE) présidé par Nzamba Kitonga qui finalisera le projet de réforme de la Constitution, accepté le 4 août 2010, par une majorité de 72,1 % de kényans ayant participé au référendum populaire (70 % de votes favorables contre 30 % de défavorables). Cette constitution moderne est promulguée, en grande pompe, par le président Mwai Kibaki en date du 27 août 2010 et sera par étapes, entièrement opérationnelle d'ici les prochaines élections présidentielles de décembre 2011.

## Récompenses
- Élu « Homme de l'année 2005 » par l'American Biographical Institute

## Ouvrages didactiques
- H.W.O. Okoth-Ogendo, L. Ogallo, M. Hulme, D. Conway, P.M. Kelly, S. Subak and T.E. Downing (1995), Global climate change and the environment (éditeur : ACTS Press/SEI, Nairobi, Kenya);
- H.W.O. Okoth-Ogendo (1966), Land Tenure And Natural Resource Management (éditeur : OSS Workshop)[9];
  - Traduction française : (2001) Le Futur de nos terres (traduction : Jean Chapelle & Jean Lozet, Haute École Charlemagne, Huy (Belgique) - Éditeurs : A. Kutter & C.L. Neely)[10].
- H.W.O. Okoth-Ogendo Éditeur (2001) The Regional Impacts of Climate Change écrit par L.F. Awosika (Nigeria), E.S. Diop (Sénégal), T.E. Downing (UK), M. El-Raey (Égypte), D. Le Sueur (Afrique du Sud), C.H.D. Magadza (Zimbabwe), S. Touré (Côte d'Ivoire), C. Vogel (Afrique du Sud)[11],[12]